# Estadio Metropolitano de Mérida
 (avril 2025).
Si vous disposez d'ouvrages ou d'articles de référence ou si vous connaissez des sites web de qualité traitant du thème abordé ici, merci de compléter l'article en donnant les références utiles à sa vérifiabilité et en les liant à la section « Notes et références ».
L'Estadio Metropolitano de Mérida (Stade Métropolitain de Mérida) est un stade omnisports situé à Mérida au Venezuela.
D'une capacité de 42 200 places, il est utilisé surtout comme stade de football. C'est le stade du club d'Estudiantes de Mérida. Il fait partie des enceintes qui vont accueillir la Copa America 2007 du 26 juin au 15 juillet 2007.

## Histoire
La construction du stade commence en 2005 lorsqu'il a été décidé que Mérida serait un site des Jeux nationaux du Venezuela la même année et de la Copa America en 2007. Il a été provisoirement inauguré en décembre 2005 à l'occasion de l'inauguration des Jeux Nationaux, avec 1 tribune construite sur les 4 prévues et deux autres tribunes provisoires plus petites, lui donnant une capacité pour l'événement d'environ 16 000 spectateurs.
Après les Jeux nationaux, les travaux continuent afin de terminer le stade pour la Copa América 2007 et atteindre une capacité de 42 200 places.

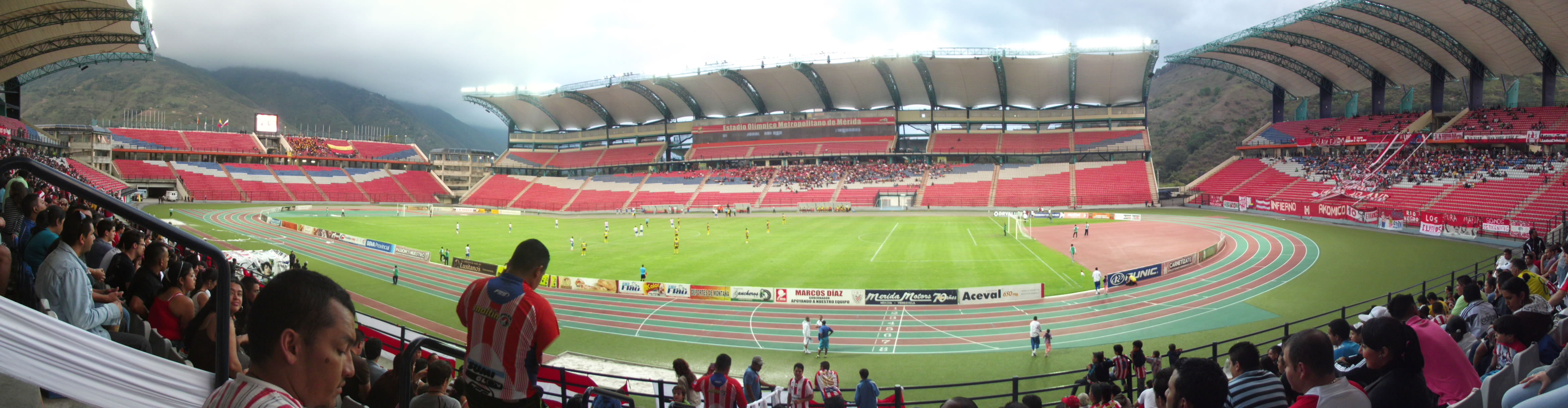
Panoramique du stade